# Mirjana Marković
Mirjana "Mira" Marković, em sérvio cirílico, (Мирјана Марковић, (Požarevac, 10 de julho de 1942 – Moscou, 14 de abril de 2019) foi uma líder do partido político sérvio Jugoslovenska Levica (JUL ou ЈУЛ) e viúva do ex-ditador da Iugoslávia, Slobodan Milošević.
As posições políticas de Marković tendiam a ser linha-dura comunista. Embora muitas vezes ela alegou que concordava com o marido em tudo, Slobodan parece ter sido menos autoritário do que Mira. Algumas fontes afirmam que Mira seria uma eminência parda, sendo conhecida como "Lady Macbeth".
Depois da prisão de seu marido, Marković foi ao exílio para a Rússia. As autoridades da Sérvia emitiram um mandado de prisão por acusações de fraude, abuso de poder e sonegação de fundos estatais em que foram divulgadas através da Interpol, mas as autoridades russas recusaram-se a prendê-la. Em dezembro de 2006, nove meses após a morte de seu marido durante seu julgamento em Haia, um tribunal sérvio ordenou sua prisão sob a acusação de ordenar o assassinato do jornalista Slavko Ćuruvija. O ministro Vuk Drašković afirmou que o Ministério das Relações Exteriores exigirá a extradição de Marković da Rússia. Em 2008, um procurador sérvio anunciou que Marković poderá ser julgada à revelia.
Faleceu em 14 de abril de 2019 aos 76 anos de idade.